# Garaballa
Garaballa település Spanyolországban, Cuenca tartományban. Garaballa Aliaguilla, Mira, Spain, Narboneta, Henarejos, Landete és Talayuelas községekkel határos. Lakosainak száma 61 fő (2024).

## Népesség
A település népessége az utóbbi években az alábbiak szerint változott:
| Lakosok száma | 150  | 130  | 122  | 117  | 96   | 83   | 72   | 59   | 63   | 61   |
|               | 2001 | 2004 | 2006 | 2009 | 2011 | 2014 | 2016 | 2019 | 2021 | 2024 |